# Ерколе Карціно
Е́рколе Карці́но (італ. Ercole Carzino, 9 жовтня 1901, Самп'єрдарена — 10 січня 1980, Генуя) — італійський футболіст, що грав на позиції півзахисника. По завершенні ігрової кар'єри — футбольний тренер.
Виступав, зокрема, за клуб «Самп'єрдаренезе», а також національну збірну Італії.

## Клубна кар'єра
Народився 9 жовтня 1901 року в місті Самп'єрдарена. Під час війни грав за низку місцевих клубів, а після її завершення перейшов у «Самп'єрдаренезе», до складу якого приєднався 1918 року, але дебютував у елітному дивізіоні лише в наступному сезоні 1919/20. Відіграв за генуезький клуб наступні вісім сезонів своєї ігрової кар'єри.

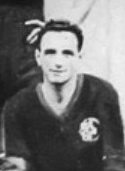
Ерколе Карціно під час виступів за «Ла Домінанте».

У 1927 році його команда об'єдналася з клубом «Андреа Доріа», утворивши команду «Ла Домінанте», де Карціно провів ще два сезони.
З 1929 року грав за нижчологову «Імперію», але 1931 року повернувся у відновлений «Самп'єрдаренезе» граючим тренером, де, втім, на поле майже не з'являвся і незабаром завершив кар'єру.

## Виступи за збірну
6 листопада 1921 року Карціно провів свій перший і єдиний матч у складі національної збірної Італії в товариській грі проти збірної Швейцарії. Він став першим гравцем «Самп'єрдаренезе», що зіграв за національну збірну, а другим став Бруно Вентуріні лише п'ятнадцять років потому.

## Кар'єра тренера
Розпочав тренерську кар'єру, ще продовжуючи грати на полі, 1931 року, увійшовши до тренерського штабу клубу «Самп'єрдаренезе».
У 1934–1939 роках з невеликою перервою очолював команду «Сестрезе», яка з 1937 року носила назву «Манліо Каваньяро».
| Дата       | Місто  | Господарі | Результат | Гості  | Турнір           | Голи | Примітки |
| ---------- | ------ | --------- | --------- | ------ | ---------------- | ---- | -------- |
| 06/11/1921 | Женева | Швейцарія | 1 – 1     | Італія | товариський матч | -    |          |
| Усього     |        | Матчів    | 1         |        | Голів            | 0    |          |

## Особисте життя
Його старший брат Енріко також грав у футбол і тривалий час був воротарем «Самп'єрдаренезе» (1919-1925).